# Fausing Kirke
Fausing Kirke ligger i landsbyen Fausing ca. 15 km Ø for Randers (Region Midtjylland). Indtil Kommunalreformen i 2007 lå den i Sønderhald Kommune (Århus Amt), og indtil Kommunalreformen i 1970 lå den i Sønderhald Herred (Randers Amt).
Kor og skib er opført i romansk tid af granitkvadre over skråkantsokkel. Syddøren er bevaret i brug, den er kantet af en rundstav og har glat tympanon. Norddøren kan spores i murværket. Nogle romanske vinduer er bevaret som tilmurede nicher. I korets sydmur er bevaret et lavtsiddende vindue, som muligvis er et spedalskhedsvindue. Sydmurens kvadre er noget forvitret, muligvis har kirken været udsat for brand. Allerede i romansk tid har kirken fået tilføjet et tårn, tårnets øvre del blev nedtaget i begyndelsen af 1800-tallet og erstattet med en tagrytter, som blev fornyet i 1923. Våbenhuset er opført i sengotisk tid, i våbenhusets østmur er indmuret en romansk gravsten.
Kor og skib har fået indbygget hvælv i sengotisk tid. I hvælvet har man fundet kalkmalerier og kalkmalede adelsvåben, som blev istandsat i 1886 af Magnus Petersen, i 1962 blev de atter overkalket. Altertavlen er fra o.1650, den brogede staffering er udført af Ernst Trier i 1958.
Døbefonten af malm menes støbt i begyndelsen af 1300-tallet, den bægerformede kumme bæres af tre mandsfigurer, der kunne opfattes som de tre verdensfloder Eufrat, Tigris og Nilen. Prædikestolen er fra o.1635, i felterne ses relieffer af Korsfæstelsen, evangelisterne og Troen. Der er bevaret to herskabsstole, som nu er opstillet i tårnbuen, de knytter kirken til ejerne af Gammel Estrup, som ejede kirken ind til nyere tid.
I tårnrummet er opstillet en figurgravsten fra 1584 over Gregers Ulfstand Truedsen til Torup og Estrup (død 1582) og fru Karen Banner samt deres søn Trud.

## Eksterne kilder og henvisninger
- Wikimedia Commons har flere filer relateret til Fausing Kirke

- Fausing Kirke Arkiveret 16. maj 2005 hos  Wayback Machine på gravstenogepitafier.dk
- Fausing Kirke Arkiveret 31. januar 2011 hos  Wayback Machine på nordenskirker.dk
- Fausing Kirke Arkiveret 19. september 2015 hos  Wayback Machine hos KortTilKirken.dk